# SS Joseph & Sarah Miles
Le SS Joseph & Sarah Miles (LO.175) était un «navire de mission», construit pour la Royal National Mission to Deep Sea Fishermen (Fishermen's Mission (en), organisation caritative britannique fondée et dirigée sur des principes chrétiens) et ayant opéré de 1902 à 1930. Il a servi de navire-hôpital lors de l'incident du Dogger Bank (également connue sous le nom d’incident de Hull) dans la nuit du 21 au 22 octobre 1904, lorsque la flotte de la Baltique de la marine impériale russe a confondu une flotte de chalutiers britanniques avec la marine impériale japonaise et a tiré sur eux dans la mer du Nord.

## Historique
Le SS Joseph & Sarah Miles a été brièvement employé comme navire de recherche halieutique exploité par le Ministère de l'Agriculture, de la Pêche et de l'Alimentation (Royaume-Uni)-Direction des pêches, désormais connue sous le nom de Centre des sciences de l'environnement, des pêches et de l'aquaculture (Royaume-Uni) (Cefas) entre 1920 et 1922. Au cours de cette période, il a participé à 49 campagnes d'enquête, principalement axées sur le hareng et la plie de la mer du Nord.

### Construction pour Fishermen's Mission
Le MV Joseph & Sarah Miles  a été construit par Hawthorns & Co. à Leith (Écosse) - dans le chantier Sheriff Brae yard. Il a été mis à l'eau le 18 septembre 1902 et a terminé son aménagement en tant que «navire de mission» (bien que très semblable à un chalutier conventionnel) en novembre 1902.
Le but d'un "navire de mission" était de fournir un soutien pastoral et spirituel aux pêcheurs en mer. Le premier navire de mission à avoir été commandé fut l'Alpha en 1900, suivi du Joseph & Sarah Miles et du Queen Alexandra en 1902. En plus d'être des navires-hôpitaux, ils étaient tous équipés de matériel de pêche et envoyaient leur poisson au marché avec le reste de la flotte.
La grande différence entre un navire de mission et un chalutier ordinaire en matière de pêche est que les navires de mission ne pêchent pas le dimanche, contrairement à un très grand nombre de chalutiers à vapeur ordinaires. En tant que navire-hôpital, le MV Joseph & Sarah Miles transportait un chirurgien et son aide ainsi qu’un équipage capable de prodiguer des premiers soins. Un équipement chirurgical complet d'instruments était disponible, y compris la capacité de prendre des rayons X. L'hôpital contenait quatre couchettes pour les patients.

### L'incident du Dogger Bankr
L’incident du Dogger Bank  s’est produit dans la nuit du 21 au 22 octobre 1904, lorsque la flotte de la Baltique russe a confondu une flotte de chalutiers britanniques de Kingston-upon-Hull dans le secteur de Dogger Bank pour des bateaux de la marine impériale japonaise, et leur a tiré dessus. Trois pêcheurs britanniques sont morts et un certain nombre ont été blessés. Un marin et un prêtre à bord du croiseur russe Aurora pris entre deux feux ont également été tués. L'incident a presque conduit à la guerre entre la Grande-Bretagne et la Russie.
Les navires de guerre russes ont illuminé les chalutiers avec leurs projecteurs et ont ouvert le feu. Le chalutier britannique Crane a été coulé et son capitaine et son second ont été tués. Quatre autres chalutiers ont été endommagés et six autres pêcheurs ont été blessés, dont l'un est décédé quelques mois plus tard. Alors que les chalutiers avaient leurs filets en mer, ils n’ont pas pu fuir et, dans le chaos général, des navires russes se sont tirés dessus.

### Première guerre mondiale et service d'après-guerre
Lors du déclenchement de la guerre en 1914, le SS Joseph & Sarah Miles fut réquisitionné par l'Amirauté et se vit attribuer le pennant number 1132 et armer d'un seul canon de 12 livres pour servir de dragueur de mines pendant toute la durée des hostilités jusqu'au 15 avril 1920, principalement à Fleetwood .
En mai 1920, les commissaires des pêches de l'Angleterre accordèrent une subvention à la Fischmens's Mission pour son navire Joseph et Sarah Miles , afin de relancer les enquêtes sur les pêcheries, avant l'entrée en service du RV George Bligh en avril 1921. Entre mai 1920 et décembre 1922, le SS Joseph et Sarah Miles participa à 49 campagnes de recherche distinctes, principalement axées sur les frayères de hareng et de plie, le marquage de plies, mais aussi l’étude du benthos du Dogger Bank . 
Après son retour chez ses propriétaires, le SS Joseph & Sarah Miles a continué à servir au sein de la Mission des pêcheurs jusqu'en 1930.

## Navires du Cefas
| - RV Huxley (1899-1902) - SY Hildegarde et SY Hiawatha (1912–1914) - RV George Bligh (1921–1939) - RV Onaway (1930–1960) - RV Platessa (1946–1967) - RV Ernest Holt (1946–1971) - RV Sir Lancelot (1947–1960) | - RV Tellina (1960–1981) - RV Clione (1961–1988) - RV Corella (1967–1983) - RV Cirolana (1970–2003) - RV Corystes (1988–2003) - RV Cefas Endeavour (2003–present) |

### Note et référence
1. ↑  Joseph & Sarah Miles - Site Scotitish Built Ships
2. ↑  Dogger Bank 1904 - Site Scarborough Maritime Heritage Centre
3. ↑  réquisition par la Royal Navy des yachts et chalutiers
4. ↑  Centre for environnement, fischeries and aquaculture science